# Agapophytus paramonovi
Agapophytus paramonovi är en tvåvingeart som beskrevs av Shaun L. Winterton och Irwin 2001. Agapophytus paramonovi ingår i släktet Agapophytus och familjen stilettflugor. Inga underarter finns listade i Catalogue of Life.